# Luiz Alberto Dias Menezes
Luiz Alberto Dias Menezes (São Paulo, 5 d'octubre de 1950 - 9 de juliol de 2014) va ser un geòleg, mineralogista i comerciant de minerals brasiler.
Va recol·lectar el material que va servir per al descobriment d'un mineral nou que va ser anomenat en honor seu com a menezesita. També va contribuir àmpliament en la mineralogia del Brasil, participant en el descobriment de fins a set espècies minerals.
Es va formar com a enginyer de mines. Va començar treballant a la mina de Jacupiranga en les operacions de mineria, trituració, i com a enginyer de processos a la planta de flotació d'apatita. Va anar ascendint, en la mateixa empresa en la que va treballar durant 15 anys, fins a ser el director de la divisió d'enginyeria i desenvolupament. El 1988 va fundar l'empresa Luiz Menezes Minerais i va començar a comerciar amb els minerals.
Va ser fundador del Club de Ciències de Campo Belo (Clube de Ciências Campo Belo) l'any 1961, i de l'Associació Brasilera de Mineralogia (Associação Brasileira de Mineralogia) el 1965. També va ser director de l'Associació Brasilera de Gemmologia i Mineralogia, i president de l'Associació d'Amics del Museu de Geociències de USP.